# Biserica „Sfântul Gheorghe” din Bulăiești
Biserica „Sf. Gheorghe” cu troița este o biserică amplasată în Bulăiești, raionul Orhei, Republica Moldova. Este un monument arhitectural de importanță națională inclus în Registrul monumentelor Republicii Moldova ocrotite de stat cu nr. 1063 (raionul Orhei). Datează din jum. II a sec. XIX.